# La Seine à Rouen (Monet)
La Seine à Rouen est une huile sur toile du peintre impressionniste français Claude Monet peinte en 1872 et conservée au musée de l'Ermitage de Saint-Pétersbourg. 

## Description
Elle mesure 54 × 65,5 cm et représente des voiliers amarrés sur les quais de Rouen par une belle journée ensoleillée. Le tableau est remarquable par sa construction verticale et horizontale: les arbres et leurs frondaisons faisant écho aux bateaux, et les effets de lumière sur la Seine.

## Histoire
Cette toile faisait partie de la collection Otto Krebs qui a été confisquée en 1945 en tant que réparation des dommages de guerre subis par l'URSS. Elle se trouve donc au musée de l'Ermitage et elle est montrée au public depuis 1995.

## Tableaux de Monet à l'Ermitage
- Dame en blanc au jardin (1867),
- La Seine à Asnières (1873),
- Le Grand Quai au Havre (1874),
- Femme dans un jardin (1876),
- Jardin (1876),
- Coin de jardin à Montgeron (1876),
- Étang à Montgeron (1877),
- Jardin à Bordighera, impression de matin (1884),
- Champ de coquelicots (1886),
- Meule à Giverny (1886),
- Prés à Giverny (1888),
- Falaises près de Dieppe (1897),
- Le Pont de Waterloo (1903).

Une rétrospective des œuvres de Monet (dont La Seine à Rouen) a eu lieu au musée de l'Ermitage de février à mai 2002, avec en plus des tableaux prêtés du monde entier.